# Federazione di softball della Grecia
La Federazione greca di softball (gre. Elli̱nikí̱ Fílathlo Omospondía Sóftmpol) è un'organizzazione fondata nel 1997 per governare la pratica del softball in Grecia.
Organizza il campionato di softball greco, e pone sotto la propria egida la nazionale di softball femminile.